# Диоцез Луцка
Епархия Луцка (лат. Dioecesis Luceoriensis) — диоцез (епархия) Римской католической церкви с центром в Луцке (Украина). Основан в XIV веке. Епархия распространяет свою юрисдикцию на территорию Ровненской и Волынской областей.
Кафедра епископа находится в Луцке. Кафедральный собор диоцеза — Собор Апостолов Петра и Павла.
Диоцез подчинён Львовской митрополии. Состоит из двух деканатов — Луцкого (Волынская область) и Ровненского (Ровненская область). Территория диоцеза имеет площадь 40 300 км². Согласно данным справочника catholic-hierarchy по состоянии на 2004 год в диоцезе насчитывалось около 30 тысяч католиков, 36 приходов, 22 священника и 19 монашествующих.
Покровительницей диоцеза c 1927 года является Святая Тереза из Лизье.

## История
В XIV веке Луцк и Владимир-Волынский вошли в состав Великого княжества Литовского. 13 февраля 1375 года Римский папа Григорий IX издал буллуDebitum pastoralis eresse, которой учредил митрополию Галича (сегодня — Архиепархия Львова), присоединив к ней епархию Пшемысля и новообразованную епархию Владимира-Волынского.
В 1412 году кафедра архиепископства Галича была переведена во Львов.
В 1428 году кафедра епархии была перенесена в Луцк. С 1425 по 1596 год епархия называлась как Епархия Луцка и Владимира. С XVI века Луцкая епархия в составе Речи Посполитой.

Римско-католические епархии Украины. Луцкая выделена тёмно-зелёным цветом

В 1721 году в Луцке была основана епархиальная семинария.
В 1795 году в результате Третьего раздела Речи Посполитой Луцк вошёл в состав Российской империи. Екатерина II провела реорганизацию латинских епархий на приобретённых землях. Луцк стал центром Луцко-Житомирского диоцеза, в его состав вошли территории упразднённых Киевского и Житомирского диоцезов. Епархия луцка и Житомира вошла в состав Могилёвской архиепархии.
В 1925 году Луцко-Житомирский диоцез был разделен на Луцкий и Житомирский, в связи с тем, после окончания Советско-польской войны Луцк оказался в составе Польши, а Житомир в советской Украине. В сентябре 1939 года в результате Польского похода РККА Луцк был присоединён к СССР.
4 января 1945 года был арестован епископ Луцка Адольф Шеленжек вместе с группой священников. Священники были репрессированы, а епископ благодаря активному вмешательству американских дипломатов был приговорен к выдворению за пределы СССР. После освобождения из-под стражи епископ Шеленжек выехал в Польшу, после чего Луцкий диоцез фактически прекратил своё существование.
Восстановление Луцкого диоцеза относится к периоду середины 90-х годов. В 1996—1998 годах апостольским администратором был Мариан Яворский, будущий кардинал.

## Ординарии епархии

### Епископы Владимира-Волынского
- епископ Пётр O.P.[4] (2.05.1358 — 1370);
- епископ Гинек Заёнц из Гасенбурга (5.05.1371 — 1373);
  - Sede vacante (1373—1380);
- епископ Миколай (1380 — 17.02.1400), назначен титулярным епископом Селимбрии;
- епископ Збигнев из Лапанова (1400 — 20.08.1413), назначен епископом Каменца-Подольского;
- епископ Ярослав из Люблина O.P. (30.04.1414 — ?).

### Епископы Луцка
- епископ Исидор (1375—1380);
- епископ Ругиан (1380—1400);
- епископ Свентослав O.Carm. (12.05.1404 — 1409);
- епископ Гжегож Бучковский O.P. (1413—1424);
- епископ Анджей Сплавский (21.12.1425 — 1459);
- епископ Вацлав Рачкович (28.09.1459 — 1462);
- епископ Ян Лосович (24.01.1463 — 4.05.1468), назначен архиепископом Вильнюса;
- епископ Марцин Кречович (4.07.1468 — 1483);
- епископ Станислав Ставский (9.11.1483 — 1488);
- епископ Ян Пуделько (2.12.1491 — 1502);
- епископ Альберт Радзивилл (30.05.1502 — 10.09.1507), назначен архиепископом Вильнюса;
- епископ Павел Гольшанский (10.09.1507 — 15.03.1536), назначен архиепископом Вильнюса;
- епископ Ежи Хвальчевский (24.1536 — 1549);
- епископ Валериан Протасевич (27.05.1549 — 10.04.1556), назначен архиепископом Вильнюса;
- епископ Ян Андрушевич (13.04.1556 — 1567);
- епископ Викторин Вежбицкий (22.08.1567 — 10.02.1587);
- епископ Бернард Мациевский (8.06.1587 — 23.05.1600), назначен епископом Кракова;
- епископ Станислав Гомолинский (30.08.1600 — 1604);
- епископ Марцин Шишковский (1604 — 18.07.1607), назначен епископом Плоцка;
- епископ Павел Волуцкий (30.07.1607 — 18.05.1616), назначен епископом Куявии;
- епископ Генрик Фирлей (30.05.1616 — 19.01.1617), назначен епископом Плоцка;
- епископ Анджей Липский (20.02.1617 — 20.11.1623), назначен епископом Плоцка;
- епископ Станислав Лубенский (26.02.1624 — 30.08.1627), назначен епископом Плоцка;
- епископ Ахаций Гроховский (6.10.1627 — 7.01.1633);
- епископ Богуслав Радошевский (6.06.1633 — 1638);
- епископ Анджей Гембицкий (19.04.1638 — 1654);
- епископ Ян Замойский OP (19.10.1654 — 1.01.1655);
- епископ Ян Стефан Выджга (31.05.1655 — 10.11.1659), назначен епископом Вармии;
- епископ Миколай Пражмовский (1.12.1659 — 11.10.1666), назначен архиепископом Гнезно;
- епископ Зигмунт Чижовский (15.12.1666 — 1667);
- епископ Томаш Леженский (5.09.1667 — 1675);
- епископ Станислав Домбский (19.10.1676 — 20.04.1682), назначен епископом Плоцка;
- епископ Станислав Ян Витвицкий (25.05.1682 — 24.11.1687), назначен епископом Познани;
- епископ Богуслав Лещинский (11.10.1688 — 8.09.1691);
  - Sede vacante (1691—1696);
- епископ Францишек Михал Пражмовский (24.09.1696 — 3.09.1701);
- епископ Александр Выховский (1.10.1703 — 28.12.1714);
- епископ Иоахим Пшебендовский (5.10.1716 — 21.05.1721);
- Стефан Богуслав Рупневский (1.12..1721 — 29.04.1731);
- епископ Ян Александр Липский (31.03.1732 — 19.12.1732), назначен епископом Кракова;
  - Sede vacante (1732—1736);
- епископ Анджей Станислав Залуский (19.11.1736 — 20.07.1739), назначен епископом Хелмно;
- епископ Францишек Антоний Кобельский (30.09.1739 — 16.01.1755);
- епископ Антоний Эразм Волович (12.05.1755 — 6.07.1770);
- епископ Феликс Павел Турский (4.03.1771 — 29.11.1790), назначен епископом Кракова;
- епископ Адам Станислав Нарушевич S.J. (29.11.1790 — 8.07.1796);
- епископ Каспер Казимир Цецишовский (17.11.1798 — 23.06.1828), назначен архиепископом Могилёва;
- епископ Михал Пивницкий (23.06.1828 — 29.05.1845);
  - Sede vacante (1845—1848);
- епископ Каспер Боровский (3.07.1848 — 15.03.1883), назначен епископом Плоцка;
- Симон Мартин Козловский (15.03.1883 — 14.12.1891), назначен архиепископом Могилёва;
  - Sede vacante (1891—1897);
- епископ Кирилл Любовидзский (2.08.1897 — 2.06.1898);
- епископ Болеслав Иероним Клопотовский (14.12.1899 — 15.04.1901), назначен архиепископом Могилёва;
- епископ Кароль Антоний Недзялковский (15.04.1901 — 7.04.1911);
  - Sede vacante (1911—1916);
- епископ Игнацы Мария Дубовский (16.10.1916 — 30.05.1925);
- Блаженный епископ Адольф Пётр Шелёнжек (14.12.1925 — 9.02.1950);
  - Sede vacante (1950—1998)
- епископ Маркиян Трофимяк (25.03.1998 — 24.07.2012)
- епископ Виталий Скомаровский (с 12.04.2014)

#### Вспомогательные епископы
- епископ Марцин Шишковский (1603—1604), назначен епископом Луцка;
- епископ Станислав Уджицкий (1617—1621);
- епископ Францишек Заерский (1622—1632);
- епископ Станислав Лоза (1634—1639);
- епископ Миколай Красицкий (1639—1649);
- епископ Станислав Чурыло (1659—1661);
- епископ Ян Кароль Чоланский (1662—1664);
- епископ Казимеж Звеж (1664—1682);
- епископ Станислав Бедлинский (1683—1689);
- епископ Стефан Антоний Мдзевский (1690—1699);
- епископ Адам Францишек Ростовский (1700—1738);
- епископ Иероним Антоний Шептицкий (1739—1759);
- епископ Людвик Риокур (1749—1777);
- епископ Францишек Кобельский (1760—1773);
- епископ Францишек Коморницкий (1774—1780);
- епископ Ян Шийковский (1775—1798);
- епископ Ян Хризостом Качковский (1781—1789);
- епископ Адам Клокоцкий (1795—1798);
- епископ Анджей Холоневский (1804 — ?);
- епископ Ян Канты Подгороденский (1804—1832);
- епископ Иероним Стройновский (1804—1814);
- епископ Мацей Павел Мождженевский (1815—1819);
- епископ Михал Пивницкий (1826—1831), назначен епископом Луцка;
- епископ Людвик Бартоломей Брынк (1872—1874);
- епископ Кирилл Любовидзский (1884—1897);
- епископ Болеслав Иероним Клопотовский (1897—1899);
- епископ Антоний Карась (1906—1910);
- епископ Лонгин Жарновецкий (1910—1915);
- епископ Михал Годлевский (1916—1926);
- епископ Стефан Вальчикевич (1928—1940).

## Исторические храмы

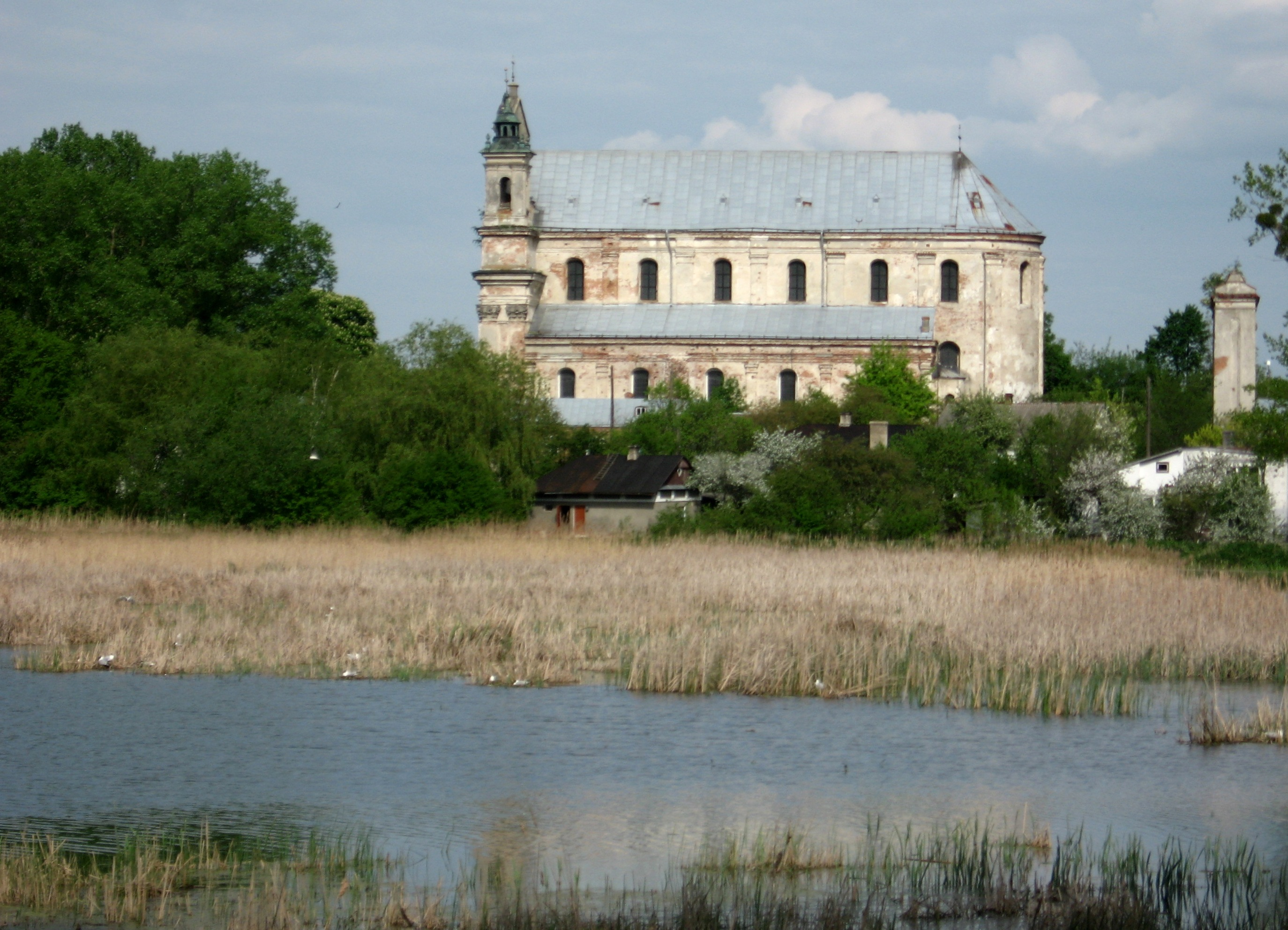
Олыка, коллегиальный костёл Святой Троицы

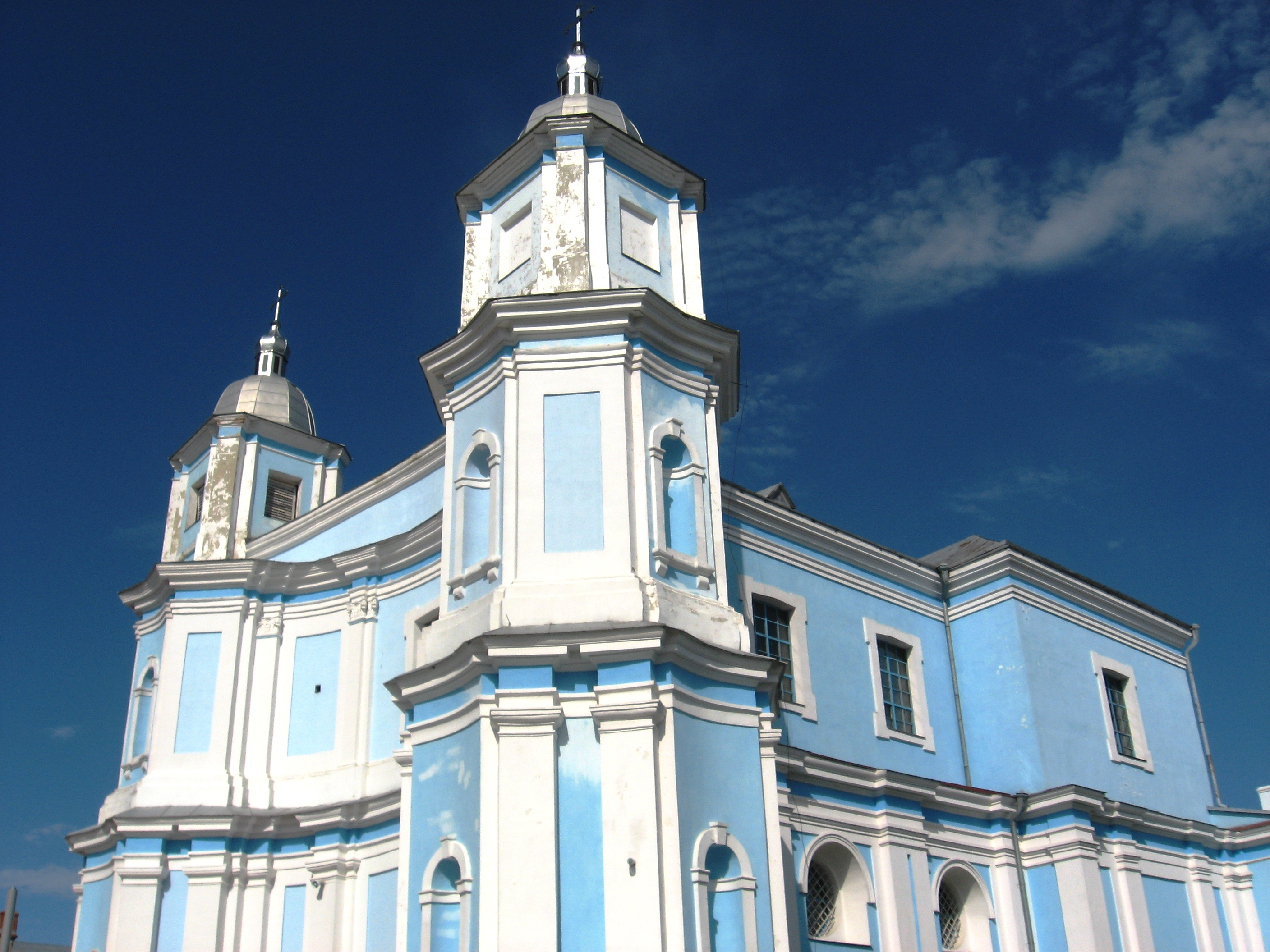
Владимир-Волынский, костёл Послания Апостолов

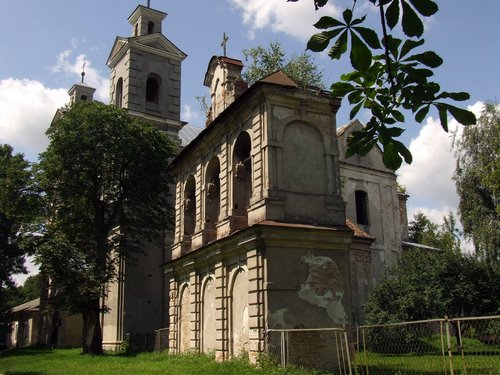
Берестечко, костёл и колокольня

- Берестечко, Костёл Св. Троицы, 1711—1733
- Дубровица, Костёл Св. Иоанна Крестителя, 1740
- Дубно, Костёл Непорочного Зачатия Пресвятой Девы Марии, 1629 (ныне православная церковь)
- Голобы, Костёл Св. Архангела Михаила, 1711—1728
- Кисилин, Руины кармелитского костёла и монастыря, 1720
- Клевань, Костёл Благовещения Пресвятой Девы Марии, 1630
- Корец, Костёл Успения Пресвятой Девы Марии и Св. Антония, 1706
- Ковель, Костёл Успения Пресвятой Девы Марии, 1771
- Любешов, Костёл Св. Кирилла и Мефодия, 1768
- Любомль, Костёл Св. Троицы, 1412
- Луцк, Бернардинский костёл и монастырь, 1752—1792 (ныне православный кафедральный Свято-Троицкий собор)
- Луцк, Кафедральный собор Св. Апостолов Петра и Павла, 1616—1637
- Луков, Руины костёла Св. Станислава и Анны, 1596
- Великие Межиричи, Руины костёла Св. Антония Падуанского, 1725
- Моквин, Руины костёла Воздвижения Святого Креста, 1750
- Олыка, Коллегиальный костёл Святой Троицы, 1635—1640
- Олыка, Костёл Св. Апостолов Петра и Павла, 1460
- Острог, Костёл Успения Пресвятой Девы Марии, 1582
- Острог, Костёл Святой Троицы, 1769 (ныне православная академическая церковь)
- Радехов, Костёл Св. Михаила, 1701 (ныне православная церковь)
- Ровно, Костёл Рождества Пресвятой Девы Марии и Св. Антония, 1899 (ныне концертный зал)
- Старый Чарторийск, Доминиканский костёл, 1741—1753 (ныне православный монастырь)
- Шпанов, Руины костёла Св. Апостолов Петра и Павла, 1726
- Тайкуры, Руины костёла Св. Лаврентия, 1710
- Владимир-Волынский, Костёл Послания Апостолов, 1755—1766 (ныне православный собор)
- Владимир-Волынский, Костёл Св. Иоакима и Анны, 1752
- Затурцы, Костёл Святой Троицы, 1642